# Apatodon mirus
Apatodon mirus es la única especie conocida del género dudoso extinto  Apatodon (gr. απάτη 'engaño' y δόντι 'diente'; 'diente engañoso') de dinosaurio terópodo alosáurido que vivió a finales del período Jurásico, hace aproximadamente entre 150 millones de años, en el Kimmeridgiense, en lo que es hoy Estados Unidos. Solo es conocido por restos parciales, al parecer de la Formación de Morrison, hoy perdidos. Othniel Charles Marsh los asimiló en un principio a un fragmento mandibular con un diente similar al de un cerdo, aunque no descartó que fueran de un dinosaurio, ya que lo encontró próximo a otros yacimientos mesozoicos con dinosaurios. Posteriormente, en 1890, el paleontólogo alemán Georg Baur, entonces ayudante de March, pudo ver los restos y los identificó como una vértebra muy erosionada de un dinosaurio y que Marsh había confundido la espina neural con un diente. Baur comentó además que March era consciente de su error, pues había clasificado el taxón como dinosaurio en documentos privados, pero que no encontró tiempo para enmendarlo públicamente. Está sinonimizado con Allosaurus fragilis por muchos autores, en especial por George Olshevsky, aunque no aportan argumentos sólidos.